# Dora (série télévisée d'animation)
Pour les articles homonymes, voir Dora.
Dora est une série télévisée d'animation 3D américano-canadienne, créée par Chris Gifford et Valerie Walsh Valdes, et diffusée depuis le 12 avril 2024 sur Paramount+. La série sert de reboot de la série originale Dora l'exploratrice qui s'est déroulée de 2000 à 2019. La série revival a été produite par Pipeline Studios et enregistrée aux Nickelodeon Animation Studio.
En France, la série est diffusée le 13 avril 2024 sur TF1 dans l'émission TFOU, et en Belgique la série est diffusée le 14 avril 2024 sur Nick Jr. Au Canada francophone, la série est diffusée le 11 janvier 2025 sur Télé-Québec.

## Synopsis
Reboot de la série originale, la série suit les aventures de Dora, Babouche et du reste de leurs amis qui se rendent dans la forêt humide magique pour des aventures pleines d'énigmes.

## Fiche technique
Sauf indication contraire, les informations mentionnées dans cette section peuvent être confirmées par la base de données cinématographiques IMDb,  présente dans la section « Liens externes ».
- Titre original : Dora
- Réalisation : Don Kim, J. Meeka Stuart
- Scénario : Alejandro Bien-Willner, Rebeca B. Delgado, Sean Gill, Benjamin Weiner
- Photographie :
- Musique : Bobby Villarreal
- Casting : Darren Dunstan, Holly Gregory, Allie Strawbridge, Morgann Franson, Maya McCollum
- Montage : Kate Brascoupé, Shauna Dowie, Karin Elyakim
- Animation : David B. Reddick, Joshua A.D. Brown
- Production : 
  - Producteur délégué : Divers écrivains
  - Producteur codélégué : Divers écrivains
  - Coproducteur : Julie Soebekti
  - Producteur exécutif : Rich Magallanes, Chris Gifford, et Valerie Walsh Valdes
  - Coproducteur exécutif : Henry Lenardin-Madden
- Sociétés de production : Little Coop, Walsh Valdes Productions, Pipeline Studios et Nickelodeon Animation Studio
- Société de distribution :
- Chaîne d'origine : Paramount+
- Pays d'origine :  États-Unis,  Canada
- Langue originale : anglais, espagnol
- Genre : Animation
- Durée : 11 minutes
- Dates de diffusion :
  -  États-Unis : 12 avril 2024 sur Paramount+
  -  Canada : 12 avril 2024 sur Paramount+
  -  Royaume-Uni : 12 avril 2024 sur Paramount+
  -  Australie : 12 avril 2024 sur Paramount+
  -  France : 14 avril 2024 sur TF1 dans l'émission TFOU
  -  Belgique : 15 avril 2024 sur Nick Jr

## Distribution

### Voix originales
- Diana Zermeño : Dora Marquez
- Asher Spence : Babouche le singe (Boots en anglais)
- Marc Weiner : Chipeur le renard (Swiper en anglais)
- Anairis Quiñones : La Carte (Map en anglais), Le Trio Fiesta (Tatou) (The Fiesta Trio's Armadillo en anglais)
- Katarina Sky : Sac à dos (Backpack en anglais)
- Danny Burstein : Le Trio Fiesta (Grenouille et Ouistiti) (The Fiesta Trio's Frog and Marmoset en anglais), Le Lutin Grognon (The Grumpy Old Troll en anglais)
- Donovan Monzon-Sanders : Tico l'écureuil (Tico the Squirrel en anglais)
- Tandi Fomukong : Véra le varan (Isa the Iguana en anglais)
- Quintún Muñoz-Rademacher : Totor le taureau (Benny the Bull en anglais)
- Chris Gifford : Grand Poulet rouge (The Big Red Chicken en anglais)
- Kathleen Herles : Elena Marquez
- Mike Smith Rivera : Miguel Marquez
- Maria Canals-Barrera : Abuela Marquez

Source : Paramount Press Express

### Voix françaises
- Lisa Caruso : Dora
- Fanny Bloc : Babouche
- Olivier Constantin : Le Lutin Grognon, voix additionnelles
- Benjamin Bollen : Totor le taureau
- Antoine Schoumsky : Chipeur le renard
- Emmylou Homs : Véra le varan
- Emilie Rault : La Carte
- Marie Facundo : Sac à dos
- Magali Bonfils, Magali Rosenzweig, Imane Guermoudi, Elliott Schmitt, Michael Lelong, Mery Lanzafame, Richard Rossignol : voix additionnelles

## Épisodes

### Première saison (2024)
1. À la recherche de Rapidou (Catch the Quickatoo)
2. Le petit perroquet (Lost Lorito)
3. Les couleurs de l'arc-en-ciel (Rainbow's Lost Colors)
4. La balle de Babouche (Boots' Rubber Band Ball)
5. L'eau arc-en-ciel (The Alebrije Adventure)
6. Les bonnes glaces de Val (Let's Get A Paleta!)
7. Grand Poulet Rouge, réveille-toi! (Big Red Chicken Wake Up!)
8. Le cadeau mystérieux (The Mystery Gift)
9. L'ami-versaire de Babouche et Véra (Friendaversary Adventure)
10. Une grande surprise pour Chipeur (Swiper's Birthday Surprise)
11. Au secours d'Axel (The Little Axolotl)
12. La Bulle magique (Bubble Trouble)
13. La grande fête de la forêt tropicale (Rainforest Ritmo)
14. La noisette magique (The Magic Nut)
15. La Boîte à musique (Tiny Dancer)
16. Fais dodo, Soleil (The Sleepy Sun)
17. La Fête des gâteaux (Tres Leches Trouble)
18. Le Wiza wouzi wouh (Wizzle Wozzle Woo)
19. Les bébés crocodiles / Les empanadas de Totor (Croc-A-Bye Baby / Wanna Empanada?)
20. Les bottes de Babouche / La Piñata des jumeaux (If the Boot Fits / Piñata Party)
21. La danse du robot (Tico and Bip Bip's Big Show)
22. Grand Poulet Rouge, le magicien (Wonky Wishing Wand)
23. La chemisette magique (A Guayabera For Tico)
24. À la recherche des étoiles perdues (Falling Estrellas)
25. La coquille de Bertille (Crabby Boots)
26. Le pique-nique de Daddy (Papi's Picnic Party)

### Deuxième saison (2024)
1. Babouche le géant (Big Big Boots)
2. La surprise de Sakado (Backpack's Sticky Situation)
3. La Piñata volante (A Piñata for Mami)
4. La couverture d'invisibilité (Invisi-Swiper)
5. La fête royale de Vera (Isa's Royal Garden Party)
6. Sammy a une surprise (Sammy's Surprise)
7. La fête de la banane (The Floor is Guava)
8. La photo de groupe (We Are the Grumpies)
9. Le mariage des crabes (Crabby Wedding)
10. Le royaume dans les nuages (The Cloud Kingdom)
11. Le toboggan aquatique (Partly Claudia)
12. Froggie, la grenouille magique (Ranita's Magic Stripes)
13. La confiture du Lutin Grognon (Troll Jelly)
14. Le Chaton Magique (Catch That Kitty!)
15. titre français inconnu (Adventure's in Plantsitting)
16. titre français inconnu (Andrea the Alebrije)
17. titre français inconnu (Rainforest Race)
18. L'anniversaire de Grand Poulet Rouge (Bok Bok Birthday)
19. titre français inconnu (Too Many Swipers)
20. titre français inconnu (Bateo's Home Run)
21. titre français inconnu (The Great Abuela Cook-Off)
22. La Carte a disparu (Missing Map)
23. Le Rapidou Sauveur (Tongue Twisted Roll)
24. Croquinou et la fleur de nuage (Chompy and the Cloud Flower)
25. Une Carte aux trésors surprenante (Tío Tesoro's Treasure Hunt)
26. titre français inconnu (The Great Key Mystery)

## Production
En 2021, le redémarrage a été annoncé par Brian Robbins. La série a été commandée pour Paramount+, initialement pour une sortie en 2023, mais a été modifiée au 12 avril 2024.
Le dialogue a été enregistré chez Atlas Oceanic Sound and Picture, basé à Burbank, et Hyperbolic Audio, basé à New York. Elle est co-produite par Nickelodeon Animation Studio et Pipeline Studios.
Rich Magallances, Henry Lenardin-Madden, Marielle Kaar, Chris Gifford, et Valerie Walsh Valdes sont les producteurs exécutif pour la série, et Alejandro Bien-Willner est l'éditeur de la série.
Le 24 avril 2024, la série a été renouvelée pour une deuxième saison, qui est prévu pour être diffusé sur Paramount+ le 13 septembre 2024.
Le 17 septembre 2024, la série a été renouvelée pour une troisième saison, qui est prévu pour être diffusé sur Paramount+ le 2 juillet 2025.

### Diffusion
La série est diffusée sur Paramount+ le 12 avril 2024 avec 26 épisodes, exclusivement aux États-Unis, au Canada, au Royaume-Uni et en Australie.